# یان واتسلاو ورژیشک
یان واتسلاو ورژیشک (انگلیسی: Jan Václav Voříšek; ۱۱ مهٔ ۱۷۹۱ – ۱۹ نوامبر ۱۸۲۵) آهنگساز و پیانیست برجسته اهل چک بود که در دوره گذار بین کلاسیک و رمانتیک در موسیقی فعالیت داشت. او در سال ۱۷۹۱ در وامبرک، بوهم به دنیا آمد و در سال ۱۸۲۵ در وین درگذشت. ورژیشک اگرچه عمر کوتاهی داشت، اما تأثیر قابل توجهی بر موسیقی اروپای مرکزی در اوایل قرن نوزدهم گذاشت.
ورژیشک به عنوان یک پیانیست چیره‌دست، به خاطر بداهه‌نوازی‌های درخشان و اجرای پرشور آثار خود و دیگر آهنگسازان مشهور بود. او همچنین به عنوان یک معلم موسیقی مورد احترام بود و شاگردان بسیاری را تربیت کرد.
آثار ورژیشک شامل سمفونی‌ها، کنسرتوها، موسیقی مجلسی، قطعات پیانو و ترانه‌ها می‌شود. موسیقی او ترکیبی از عناصر کلاسیک و رمانتیک است که با ملودی‌های زیبا، هارمونی‌های غنی و فرم‌های ساختاریافته مشخص می‌شود. برخی از آثار برجسته او عبارتند از: سمفونی در ر ماژور، اپوس. ۲۰، و ایمپرمپتو برای پیانو، اپوس. ۷.
ورژیشک اگرچه در زمان حیات خود به شهرت رسید، اما پس از مرگش تا حدودی به فراموشی سپرده شد. با این حال، در قرن بیستم، موسیقی او مورد توجه مجدد قرار گرفت و امروزه به عنوان یکی از چهره‌های مهم موسیقی چک در نظر گرفته می‌شود. آثار او به‌طور منظم در کنسرت‌ها و جشنواره‌ها اجرا می‌شوند و ضبط‌های متعددی از آنها در دسترس است.